# Cryphaea patens
Cryphaea patens är en bladmossart som beskrevs av Hornschuch och C. Müller 1845. Cryphaea patens ingår i släktet Cryphaea och familjen Cryphaeaceae. Inga underarter finns listade i Catalogue of Life.